# كاسبر كليتجارد
كاسبر كليتجارد (بالدنماركية: Kasper Klitgaard)‏ مواليد 24 مارس 1979، هو لاعب كرة يد دانمركي يلعب كجناح أيسر. يلعب حاليا مع نادي نورثزيلاند لكرة اليد في الدوري الدنماركي لكرة اليد ويحمل الرقم 22. مثل منتخب الدنمارك لكرة اليد وظهر معه في 3 مباريات.